# Český národní symfonický orchestr

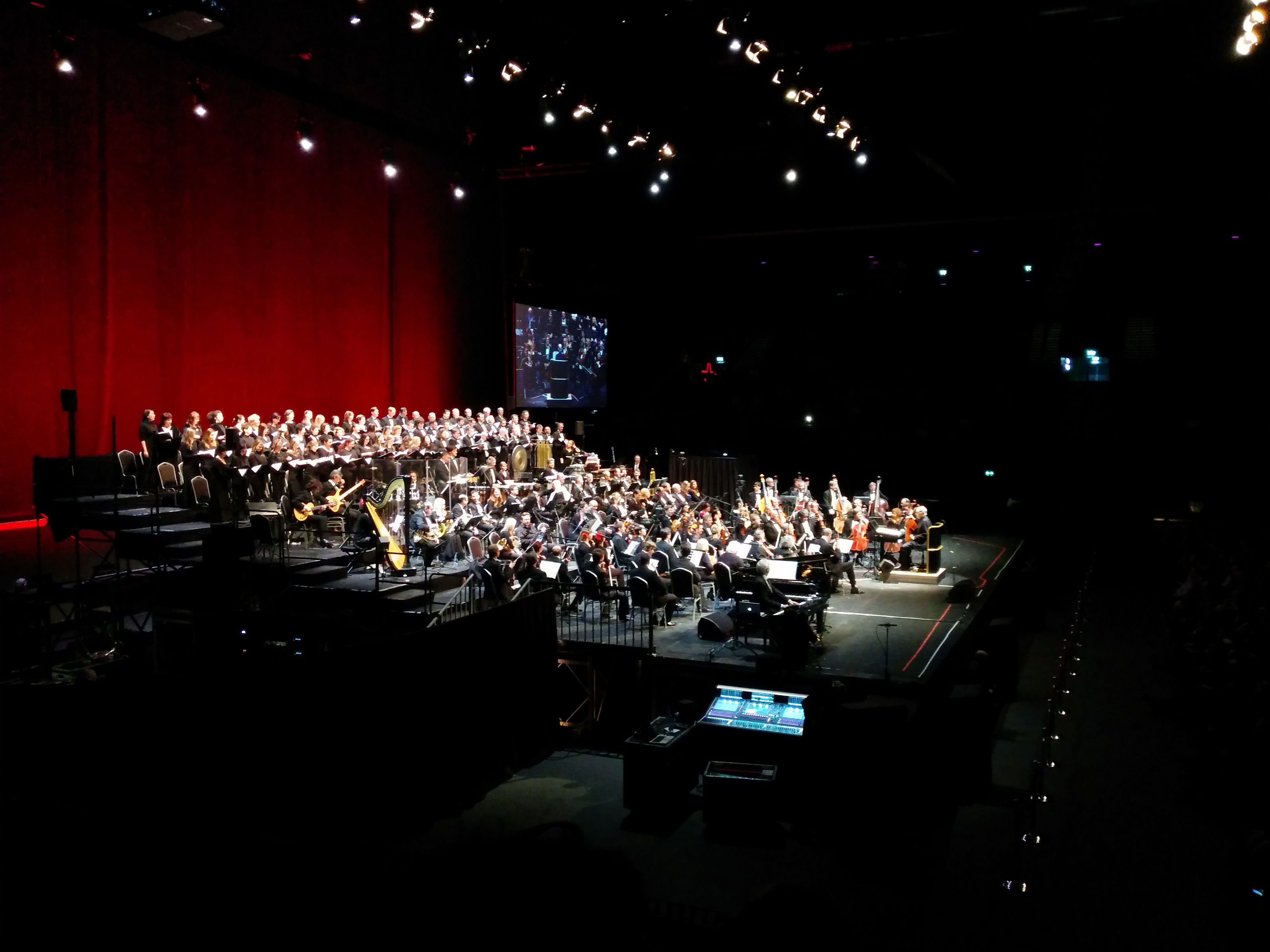
Ennio Morricone a Český národní symfonický orchestr v Amsterdamu.

Český národní symfonický orchestr (ČNSO) je soukromý symfonický orchestr se sídlem v Praze.

## O orchestru
Ředitelem orchestru je trumpetista Jan Hasenöhrl, který jej v roce 1993 společně s dirigentem Zdeňkem Košlerem založil. ČNSO pravidelně pořádá abonentní koncerty v Praze a vystupuje i na turné v zahraničí. V současnosti začala agentura ČNSO organizovat i letní hudební festival Prague Proms, který každoročně láká publikum programem a hostujícími světově proslulými umělci. Šéfdirigentem orchestru byl na počátku roku 2007 jmenován Libor Pešek, od roku 2019 je jím Steven Mercurio. Od sezóny 2007/2008 koncertuje ČNSO ve Smetanově síni Obecního domu v Praze. V roce 2016 nahrál orchestr ČNSO v londýnském studiu Abbey Road hudbu skladatele Ennia Morricone pro Tarantinův film The Hateful Eight. Morriconeho hudba následně získala Zlatý glóbus a Oscara za rok 2016.

## Významní dirigenti
- Zdeněk Košler
- Libor Pešek
- Tan Lihua
- Marcello Rota
- Steven Mercurio

## Významní spolupracující sólisté a skladatelé
- Václav Hudeček
- Radek Baborák
- Eva Urbanová
- Andrea Bocelli
- Ennio Morricone
- Hans Zimmer
- Jonas Kaufmann